# Loppis

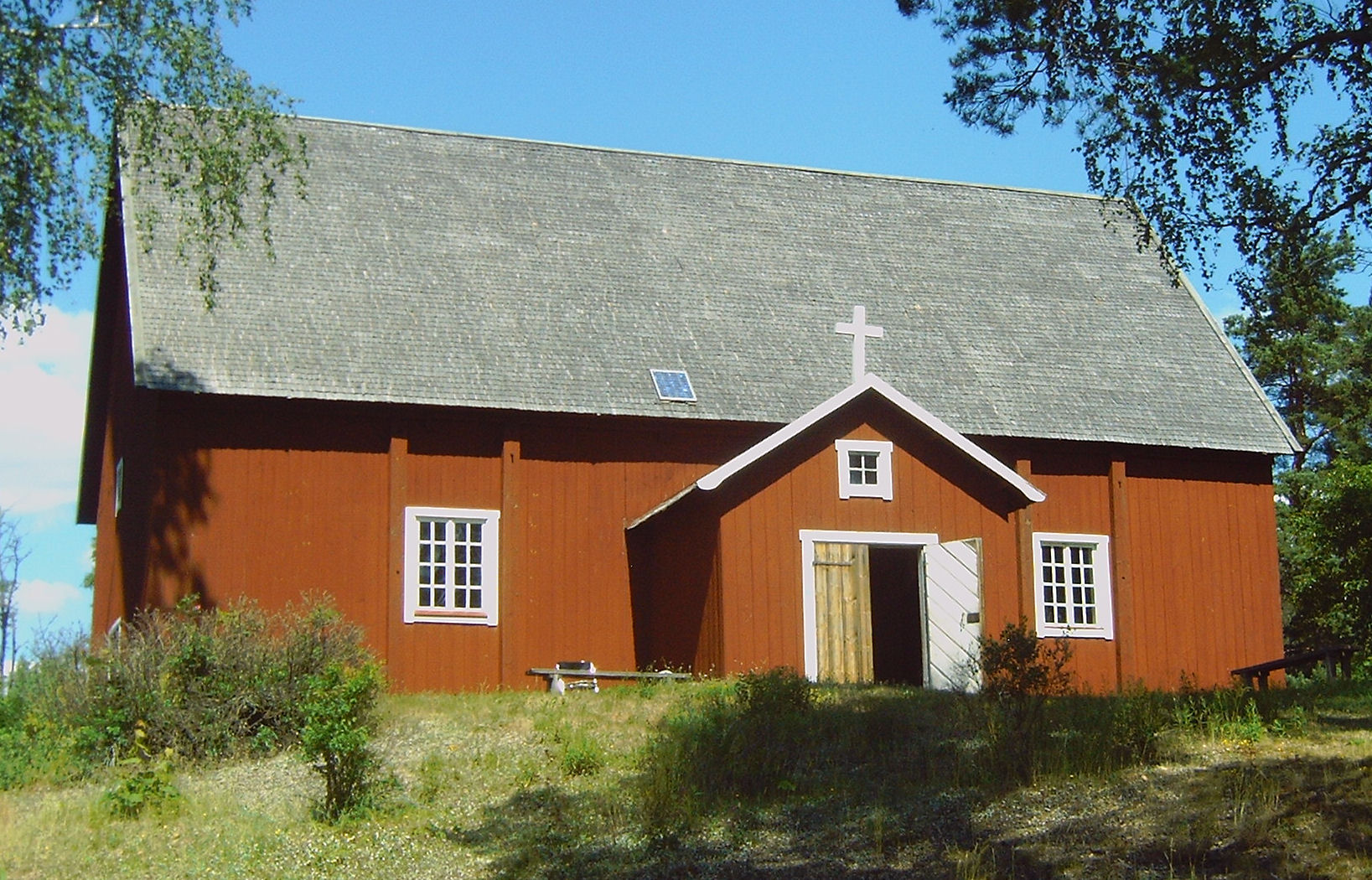
Sankta Birgittakyrkan i Loppis.

Loppis eller Loppi (finska: Loppi) är en kommun i landskapet Egentliga Tavastland i Finland. Kommunen hör till Riihimäki ekonomiska region. Loppis har 7 799 invånare och kommunens landareal utgör 655,97 km².
Loppis kommuns språkliga status är enspråkigt finsk.
Grannkommuner till Loppis är Hyvinge, Tavastehus, Janakkala, Högfors, Riihimäki, Tammela och Vichtis.
Loppis är inom Finland känt för sina stora potatisodlingar.

## Namn
Ibland används namnet Loppis istället för Loppi. I Nordisk familjeboks andra upplaga används namnet Loppis. Enligt Institutet för de inhemska språkens förteckning över svenska ortnamn i Finland är namnet Loppis föråldrat. Det officiella svenska namnet är Loppi.

## Historia
Loppis är ett del av det historiska Tavastehus län. Ursprungligen var Loppis en kapellförsamling under Janakkala. Loppis kapellförsamling bildades på 1500-talet och endast sju av kommunens nuvarande byar tillhörde kapellförsamlingens område. Dessa byar var Läyliäinen, Sajaniemi, Joentaka, Loppis kyrkby, Hunsala, Teväntö och Pilpala. Andra byar tillhörde Janakkala. Loppis blev en förvaltningssocken under andra hälften av 1400-talet. Kapellet nämns först år 1549 men har medeltida inventarier.
Loppis blev en självständig församling år 1632. Efter det andra världskriget flyttades cirka 1 100 personer som hade evakuerats från Karelen till Loppis. Största delen av de evakuerade, cirka 900 personer, var hemma från Sankt Andree.

### Administrativ historik
1 januari 2000 tillfördes ett område med 2 invånare från Janakkala kommun.

## Geografi

### Tätorter
I slutet av år 2020 fanns det 7 853 invånare i Loppis varav ungefär 4 290 bodde i tätorter.
| Nr | Tätort                   | Invånarantal (31.12.2018) |
| -- | ------------------------ | ------------------------- |
| 1  | Loppis kyrkoby           | 2 141                     |
| 2  | Launonen                 | 1 243                     |
| 3  | Läyliäinen               | 861                       |
| 4  | Riihimäki centraltätort* | 60                        |

Endas en del av tätorter med asterisk (*) tillhör Loppis kommun. Största delen av Riihimäki centraltätort finns i Riihimäki stad.

### Byar
Hunsala, Joentaka, Kormu, Launonen, Loppis kyrkoby, Läyliäinen, Ourajoki, Pilpala, Räyskälä, Sajaniemi, Salo, Teväntö, Topeno och Vojakkala.

### Herrgårdar
Sandnäs gård

## Styre och politik
Loppis kommunfullmäktige har 27 platser. Kommunalskatten är 8,86 % (2023).

### Kommundirektörer
| Åren      | Namn                              |
| 1966–1991 | Olavi Sampo                       |
| 1991–2009 | Voitto Saraneva                   |
| 2009–2010 | Ilkka Salminen                    |
| 2010–2017 | Karoliina Viitanen (senare Frank) |
| 2018–     | Mikko Salmela                     |

### Mandatfördelning i Loppi kommun, valen 1976–2021
| 4 | 6 |  | 11 | 5 |

| 4 | 6 |  | 10 | 6 |

| 3 | 7 | 2 | 9 | 6 |

| 3 | 7 |  | 10 | 6 |

| 4 | 8 |  | 9 | 5 |

| 3 | 7 | 12 | 5 |

| 2 | 6 |  | 12 | 6 |

| 2 | 6 | 11 | 8 |

| 15 | 12 |

| 3 | 6 |  |  | 14 | 10 |

| 21 | 14 |

| 2 | 6 |  | 3 | 12 | 11 |

| 20 | 15 |

|  | 7 |  | 2 | 9 | 7 |

| 15 | 12 |

|  | 3 |  | 4 | 3 | 7 | 8 |

| 14 | 13 |

## Ekonomi och infrastruktur

### Kommunikationer
Stamväg 54 mellan Forssa och Riihimäki går genom Loppis. 

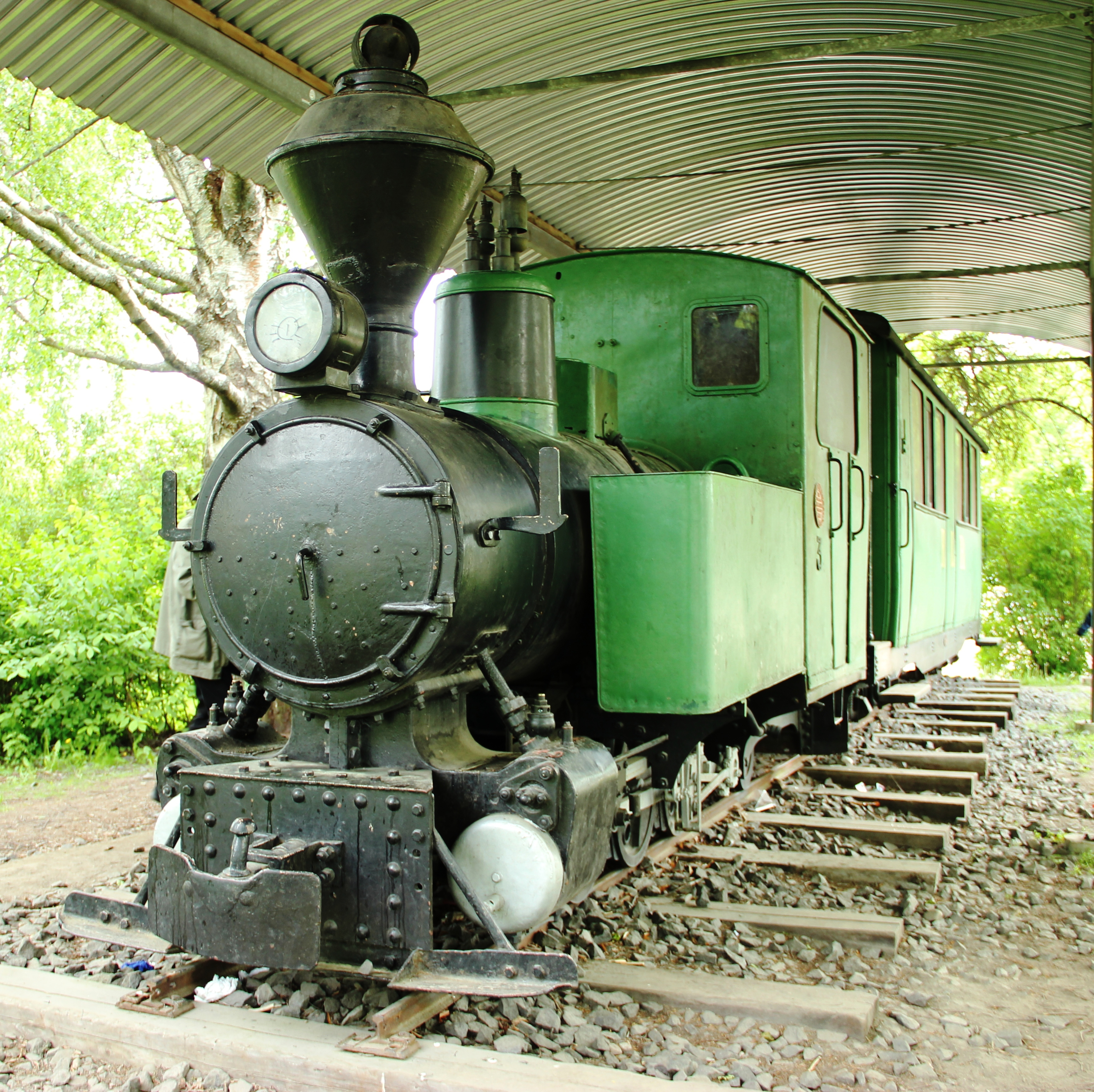
Lokomotiven som trafikerade mellan Loppis och Riihimäki.

Det har också funnits två smala järnvägar i Loppis. I södra delen av kommunen gick järnväg mellan Hyvinge och Högfors som hade stationer i byar Läyliäinen och Hunsala. Järnvägen mellan Riihimäki och Loppis gick från Launonen till Riihimäki. Hyvinge-Högfors järnväg användes av Nääs gård i Hyvinge och Högfors bruk i Högfors. Riihimäki-Loppis järnväg byggdes ursprungligen för H. G. Paloheimos sågverks behov. Sågverket låg i Loppis i byn Launoinen vid sjön Kesijärvi. Båda järnvägar används senare också för persontrafik.

### Tjänster

#### Hälsovården och räddningsväsendet
Hälsovården och räddningsväsendet i Loppis sköts av Egentliga Tavastlands välfärdsområde. Sjukhus finns i Riihimäki och Tavastehus. I Loppis kyrkby finns hälsovårdscentral med bland annat rådgivning och tandvård.

#### Undervisning
Det finns tillsammans sju grundskolor i Loppis. Skolorna i Launonen, Läyliäinen, Kormu, Joentaka, Länsi-Loppi och Pilpala har årskurserna 1-6. Endast samskolan i Loppis kyrkby har årskurserna 1-9. Vid samskolan finns också ett litet gymnasium med cirka 80 studenter.
Finlands Flyginstitut som tillhör Finlands Flygförbund ordnar kurser i Loppis vid Räyskälä flygfält.

#### Biblioteket
Loppis bibliotek grundades år 1852 och är det tredje äldsta biblioteket i Tavastland. År 1988 fick biblioteket sin nuvarande huvudbyggnad.

## Befolkning

### Befolkningsutveckling
| Befolkningsutvecklingen i Loppi kommun 1975–2020                                                             | Befolkningsutvecklingen i Loppi kommun 1975–2020 | Befolkningsutvecklingen i Loppi kommun 1975–2020 | Befolkningsutvecklingen i Loppi kommun 1975–2020 | Befolkningsutvecklingen i Loppi kommun 1975–2020 |
| --- | ------------------------------------------------ | ------------------------------------------------ | ------------------------------------------------ | ------------------------------------------------ |
| |                                                  |                                                  |                                                  |                                                  |
| År |                                                  |                                                  | Folkmängd                                        |                                                  |
| 1975 | 1975                                             |                                                  | 6 822                                            |                                                  |
| 1980 | 1980                                             |                                                  | 6 691                                            |                                                  |
| 1985 | 1985                                             |                                                  | 6 836                                            |                                                  |
| 1990 | 1990                                             |                                                  | 7 405                                            |                                                  |
| 1995 | 1995                                             |                                                  | 7 506                                            |                                                  |
| 2000 | 2000                                             |                                                  | 7 578                                            |                                                  |
| 2005 | 2005                                             |                                                  | 7 964                                            |                                                  |
| 2010 | 2010                                             |                                                  | 8 273                                            |                                                  |
| 2015 | 2015                                             |                                                  | 8 175                                            |                                                  |
| 2020 | 2020                                             |                                                  | 7 853                                            |                                                  |
| Anm: Uppgifterna avser förhållandena den 31 december nämnda år enligt områdesindelningen den 1 januari 2022. |                                                  |                                                  |                                                  |                                                  |

### Religion
Loppis församling som tillhör Evangelisk-lutherska kyrkan i Finland är den största församlingen i kommunen.
Helsingfors ortodoxa församling har också verksamhet i Loppis.

## Kultur

### Media
Loppis har en egen lokaltidning, Lopen lehti, som grundades år 1936. Tidningen delas ut till hemmen en gång per veckan. Från och med 2021 har tidningen ägds och publicerats av mediahuset Etelä-Suomen media Oy. Nyheter från Loppis publiceras också i tidningar Hämeen Sanomat och Aamuposti. Loppis kommun delar ut tidningen Loppi Tutuksi varje år. Tidningen innehåller information om tjänster, evenemang och aktuella händelser i Loppis.

### Sevärdheter
Loppis kyrka är en tegelkyrka i nygotisk stil som har uppförts i slutet av 1800-talet. Loppis gamla kyrka, Sankta Birgittakyrkan, är en av Finlands äldsta träkyrkor. Kyrkan är ungefär 300 år gammal.

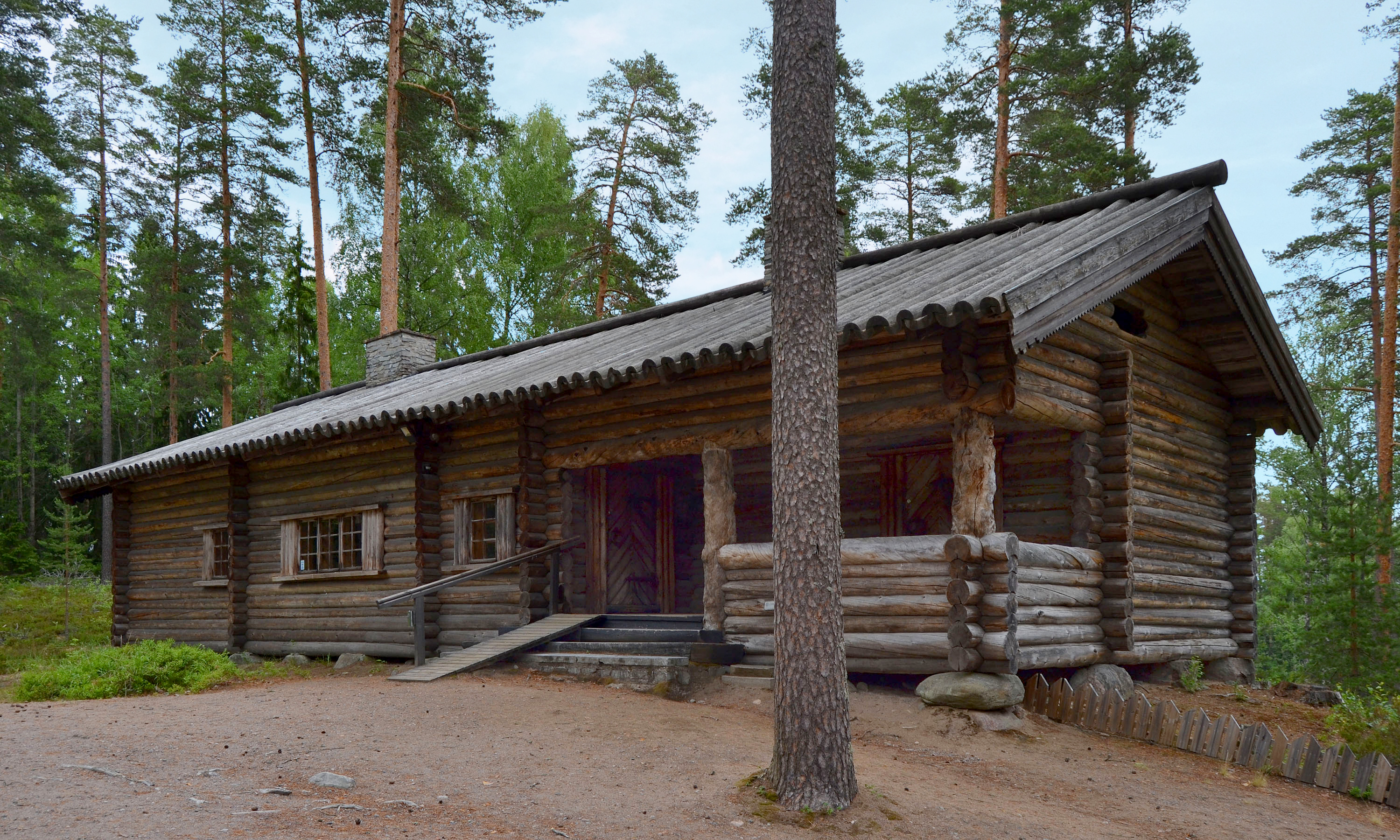
Marskalkens jaktstuga

Marskalkens jaktstuga är en jaktstuga som flyttades från Östra Karelens Lieksajärvi till Loppis år 1945. Jaktstugan tillhörde Finlands marskalk Mannerheim som besökte jaktstugan första gången under midsommaren år 1945. Sista gången när Mannerheim besökte jaktstugan var på sommaren 1948. Nuförtiden fungerar stugan som en sevärdhet och restaurang. Invid jaktstugan finns ett militärmuseum.
På sommaren kan man spela golf i Loppis i Laakasalo Golf. Det finns också en sommarteater i Sajaniemi.